# Euthalia oreophila
Euthalia oreophila är en fjärilsart som beskrevs av Johannes Karl Max Röber 1925. Euthalia oreophila ingår i släktet Euthalia och familjen praktfjärilar. Inga underarter finns listade i Catalogue of Life.